# فرانك مكابي
فرانك مكابي (بالإنجليزية: Frank R. McCabe)‏ هو لاعب كرة سلة أمريكي سابق. مثّل منتخب بلاده. شارك في مسابقة كرة السلة في الألعاب الأولمبية الصيفية.

## الميداليات
| الميدالية | المسابقة                       |
| --------- | ------------------------------ |
| ذهبية     | الألعاب الأولمبية الصيفية 1952 |

## روابط خارجية
- فرانك مكابي على موقع الاتحاد الدولي لكرة السلة (الإنجليزية)
- فرانك مكابي على موقع كلية كرة السلة في سبورتس رفرنس.كوم (الإنجليزية)
- فرانك مكابي على موقع سبورتس رفرنس (الإنجليزية)
- فرانك مكابي على موقع أوليمبيديا (الإنجليزية)